# Premio Israel

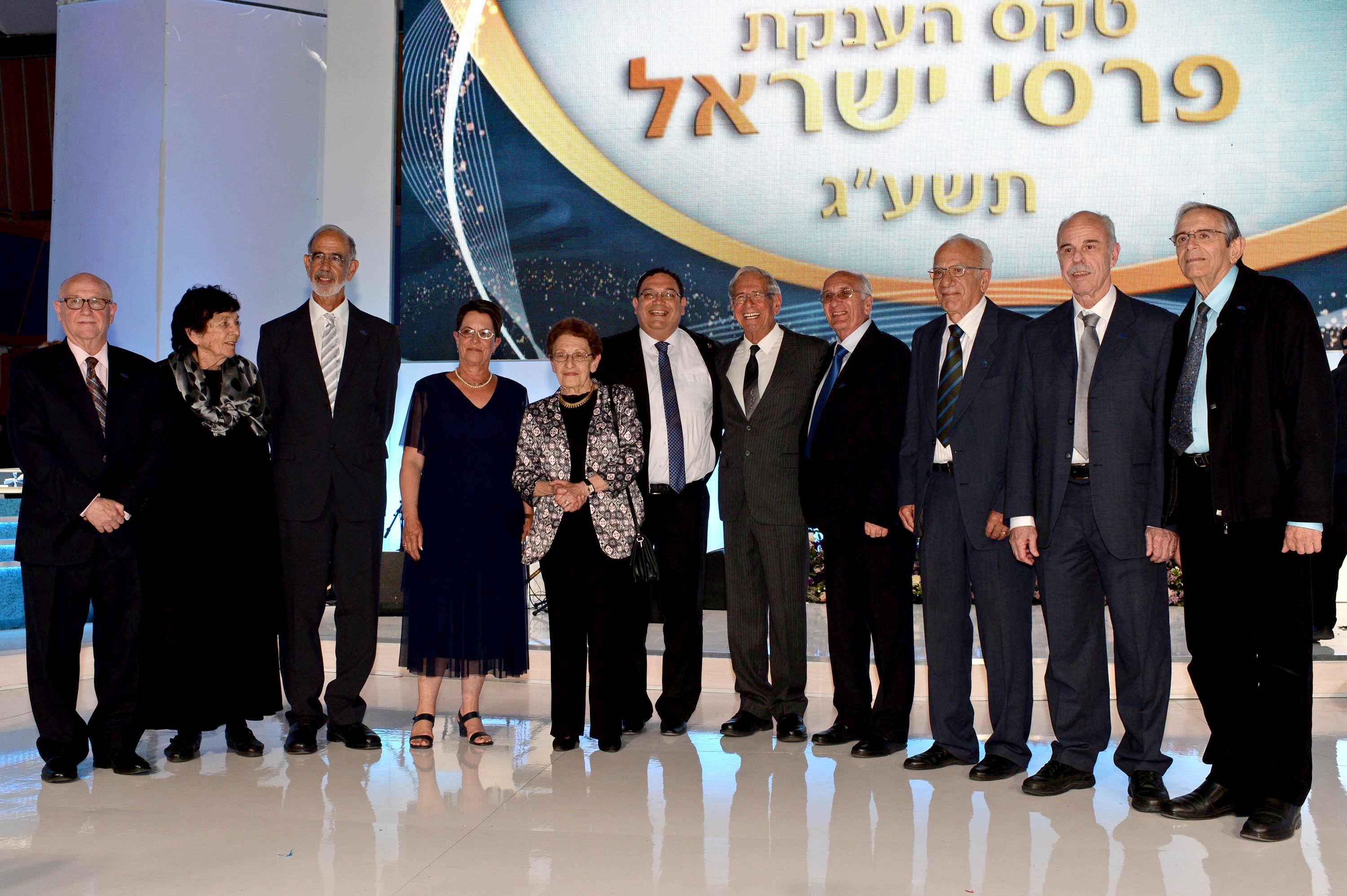
Ceremonia del Premio Israel celebrada en el Centro Internacional de Convenciones de Jerusalén.

El Premio Israel (en hebreo: פרס ישראל ) es un premio entregado por el Estado de Israel. Se entrega anualmente el Día de la Independencia en una ceremonia llevada a cabo en el Centro Internacional de Convenciones de Jerusalén, en presencia del presidente, el primer ministro, el presidente de la Knéset y el presidente de la Corte Suprema de Justicia. El premio fue entregado por primera vez en 1953 por iniciativa del entonces Ministro de Educación Ben-Zion Dinor.

## Entrega del premio
El premio se entrega en las siguientes cuatro áreas:
- Humanidades, ciencias sociales, y estudios judaicos.
- Ciencias naturales y exactas.
- Cultura, artes, comunicación y deportes.
- Logro de toda la vida y contribución excepcional a la nación (desde 1972)

Reciben el premio ciudadanos israelíes u organizaciones que demostraron excelencia en su área o han contribuido mucho a la cultura israelí. Los ganadores son seleccionados por comités de jueces que envían su recomendación al Ministro de Educación. Los comités son ad hoc, nombrados por el Ministro de Educación cada año para cada categoría. 
Entre los galardonados más prominentes se encuentran Shmuel Yosef Agnón, Robert Aumann, Ada Yonath (ganadores del Premio Nobel en literatura, economía y química respectivamente).

## Controversias
En 2011, fue impugnado cuando le fue otorgado a Simon Mizrahi, presidente del club de baloncesto Macabi, y el caso llegó hasta la Corte Suprema de Justicia.
En 2015, el premio de literatura fue cancelado cuando el jurado renunció.
El primer ministro Benjamín Netanyahu cuestionó que se le diera a personas antisionistas. 
En 2021, la ministra de Educación impugnó el premio del académico Oded Goldreich acusado de respaldar el boicot a Israel.